# Persicaria decipiens
Persicaria decipiens är en slideväxtart som först beskrevs av Robert Brown, och fick sitt nu gällande namn av Karen Louise Wilson. Persicaria decipiens ingår i släktet pilörter, och familjen slideväxter. Inga underarter finns listade i Catalogue of Life.